# ド・モーリー男爵
ド・モーリー男爵（英: Baron de Mauley）は、イギリスの男爵、貴族。連合王国貴族爵位。べスバラ伯爵家の分流で、自由党の政治家ウィリアム・ポンソンビーが1838年に叙されたことに始まる。

## 歴史

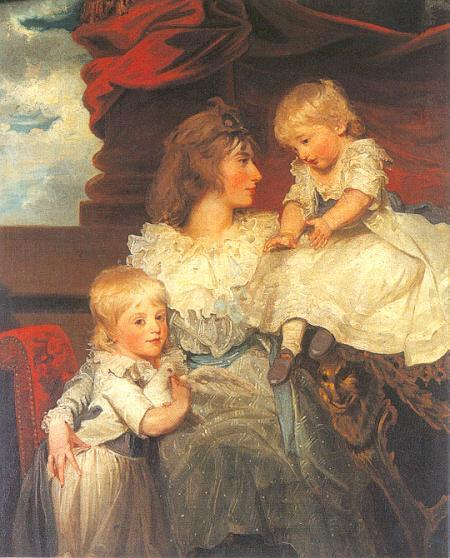
初代男爵とその兄弟を抱くベスバラ伯爵夫人ヘンリエッタ

第3代ベスバラ伯爵フレデリック・ポンソンビーの三男ウィリアム・ポンソンビー(1787-1855)はホイッグ党の政治家として活動し、プール及びネアズボロ選挙区選出の庶民院議員を務めた。彼は1838年7月10日に連合王国貴族としてドーセット州カンフォードのド・モーリー男爵(Baron de Mauley, of Canford in the County of Dorset)に叙されたが、これが男爵家の嚆矢であった。
なお、爵位名は初代男爵の妻バーバラ・アシュリー=クーパーが旧家モーリー男爵家(Baron Mauley)の子孫であり、かつ休止した爵位の共同相続人であったことに因む。
その後も初代男爵の系統で爵位は相続されたが、3代男爵ウィリアム(1843-1918)が男子なく没すると、爵位は弟のモーリスが継承した。
4代男爵モーリス(1846-1945)は聖職者で、ウォンテージ司教代理(Vicar of Wantage)やブリストル大聖堂律修司祭(Hon Canon, Bristol Cathedral)を務めた。
その孫にあたる6代男爵ジェラルド(1921-2002)が男子なく2002年に没したため、爵位は甥のルパートが継承した。
7代男爵ルパート(1957-)は保守党の政治家で、1999年の貴族院法制定以降も貴族院に籍を置く92人の世襲貴族の一人である。彼は現職の主馬頭を務めるとともに、2023年現在の男爵家現当主である。

## ド・モーリー男爵（1838年）
- 初代ド・モーリー男爵ウィリアム・フランシス・スペンサー・ポンソンビー（英語版） (1787–1855)
- 第2代ド・モーリー男爵チャールズ・フレデリック・アシュリー・クーパー・ポンソンビー(1815–1896)
- 第3代ド・モーリー男爵ウィリアム・アシュリー・ウェッブ・ポンソンビー(1843–1918)
- 第4代ド・モーリー男爵モーリス・ジョン・ジョージ・ポンソンビー (1846–1945)
- 第5代ド・モーリー男爵ハバート・ウィリアム・ポンソンビー (1878–1962)
- 第6代ド・モーリー男爵ジェラルド・ジョン・ポンソンビー (1921–2002)
- 第7代ド・モーリー男爵ルパート・チャールズ・ポンソンビー（英語版） (1957-)

推定相続人は、現当主の弟であるアシュリー・ジョージ・ポンソンビー(1959-)閣下。